# Michael Franz (Theologe)
Karl Michael Franz (* 28. September 1947 in Tübingen; † 30. Juli 2023 in Schiffweiler) war ein deutscher evangelischer Theologe und Philosoph.

## Wirken
Nach seiner Reifeprüfung am Ludwigsgymnasium in Saarbrücken im Jahre 1966 studierte Michael Franz seit dem Wintersemester 1966/67 an der Eberhard-Karls-Universität Tübingen Evangelische Theologie und Philosophie. Nach seinem theologischen Fakultätsexamen im Sommersemester 1972 studierte er ein Jahr an der Universität Zürich. In der Zeit von 1975 bis 1978 war Franz als Redakteur im Kirchenfunk des Saarländischen Rundfunks tätig. Daneben arbeitete er an seiner Dissertation, seine Promotion erfolgte 1979 an der Universität Saarbrücken bei Karl-Heinz Ilting. Nach kurzer Beschäftigung am Institut für Alte Geschichte der Universität Saarbrücken war Franz seit 1980 als wissenschaftlicher Mitarbeiter am Forschungsschwerpunkt „Spätaufklärung“ der Universität Bremen tätig, wo es vor allem um die Frankfurter Hölderlin-Ausgabe ging. Im Jahre 1990 habilitierte sich Franz in Bremen und erhielt die Venia Legendi für das Fach Philosophie. Im Wintersemester 1999/2000 vertrat er eine Professur für Philosophie an der Friedrich-Schiller-Universität Jena. Ende 2006 ließ er sich an die Universität Tübingen umhabilitieren und lehrte hier seither am Philosophischen Seminar, seit 2009 als außerplanmäßiger Professor.
Die Schwerpunkte der wissenschaftlichen Tätigkeit von Michael Franz lagen im Bereich der Forschungsgeschichte des deutschen Idealismus, der frühen griechischen Philosophie und der Geschichte der Universität Tübingen, vor allem im späten 18. und frühen 19. Jahrhundert. Im Vordergrund standen Friedrich Hölderlin und die Philosophen Schelling und Hegel besonders in ihrer Tübinger Zeit.
2002 wurde er in den Vorstand der Tübinger Hölderlin-Gesellschaft gewählt, die ihn 2006 zum Vizepräsidenten wählte. Dieses Amt hatte er bis 2018 inne. Seit 1998 war er Mitherausgeber des Hölderlin-Jahrbuches.

## Veröffentlichungen (Auswahl)
- Das System und seine Entropie. "Welt" als philosophisches u. theologisches Problem in den Schriften Friedrich Hölderlins. Dissertation Universität Saarbrücken 1979.
- (Mit-Hrsg.): Friedrich Hölderlin / Dichtungen nach 1806, Mündliches (= Sämtliche Werke / Frankfurter Ausgabe, Bd. 9). Verlag Roter Stern, Frankfurt am Main 1983, ISBN 3-87877-203-3 (2. Aufl. 1999).
- (Hrsg.): Friedrich Hölderlin / Sophokles (= Sämtliche Werke / Frankfurter Ausgabe, Bd. 16). Verlag Roter Stern, Frankfurt/M. 1988, ISBN 3-87877-293-9.
- (Hrsg.): Friedrich Hölderlin / Frühe Aufsätze und Übersetzungen (= Sämtliche Werke / Frankfurter Ausgabe, Bd. 17). Verlag Roter Stern, Frankfurt/M. 1991, ISBN 3-87877-382-X (2. Aufl. 1999).
- Schellings Tübinger Platon-Studien (= Neue Studien zur Philosophie, Bd. 11). Vandenhoeck & Ruprecht, Göttingen 1996, ISBN 3-525-30511-7 (Habilitationsschrift Universität Bremen).
- (Hrsg.): "... so hat mir – Das Kloster etwas genüzet". Hölderlins und Schellings Schulbildung in der Nürtinger Lateinschule und den württembergischen Klosterschulen (= Schriften der Hölderlin-Gesellschaft, Bd. 23,1). Ed. Isele, Eggingen 2004, ISBN 3-86142-308-1.
- (Hrsg.): "... im Reiche des Wissens cavalieremente"? Hölderlins, Hegels und Schellings Philosophiestudium an der Universität Tübingen (= Schriften der Hölderlin-Gesellschaft, Bd. 23,2). Ed. Isele, Eggingen 2005, ISBN 3-86142-381-2.
- (Hrsg.): Gottfried Ploucquet / Logik (= Studien und Materialien zur Geschichte der Philosophie, Bd. 72). Olms, Hildesheim 2006, ISBN 978-3-487-13079-8.
- (Hrsg.): "... an der Galeere der Theologie"? Hölderlins, Hegels und Schellings Theologiestudium an der Universität Tübingen (= Schriften der Hölderlin-Gesellschaft, Bd. 23,3). Ed. Isele, Eggingen 2007, ISBN 978-3-86142-430-7.
- Tübinger Platonismus. Die gemeinsamen philosophischen Anfangsgründe von Hölderlin, Schelling und Hegel. Francke, Tübingen 2012, ISBN 978-3-7720-8448-5.
- Mömpelgarder Philosophie. Hegels, Hölderlins und Schellings linksrheinische Kommilitonen und ihr Studiengang im Tübinger Stift. In: Blätter für württembergische Kirchengeschichte. Band 114 (2014), S. 211–232.
- (Mitautor): Hölderlin-Texturen. Bd. 1,2: "Alle meine Hoffnungen". Tübingen 1788–1793 (= Schriften der Hölderlin-Gesellschaft. Band 20,1,2). Hölderlin-Gesellschaft, Tübingen 2017, ISBN 978-3-9809669-0-0.
- (Mit-Hrsg.): Philosophische Vorlesungen 1790. Nachschriften von August Friedrich Klüpfel / Johann Friedrich Flatt (Spekulation und Erfahrung, Abt. 1, Bd. 9). Frommann-Holzboog, Stuttgart-Bad Cannstatt 2018, ISBN 978-3-7728-2542-2.
- "... und anderes denk ich in anderer Zeit ...". Hölderlins letzte Gedanken zu Recht und Politik in den „Pindarfragmenten“. Metzler, Berlin 2020, ISBN 978-3-476-05632-0.